# جون لافي
جون لافي (بالإنجليزية: John Levy)‏ هو عازف جاز أمريكي، ولد في 11 أبريل 1912 في نيو أورلينز في الولايات المتحدة، وتوفي في 20 يناير 2012 في ألتادينا في الولايات المتحدة.

## وصلات خارجية
- الموقع الرسمي
- جون لافي على موقع IMDb (الإنجليزية)
- جون لافي على موقع ميوزك برينز (الإنجليزية)
- جون لافي على موقع أول ميوزيك (الإنجليزية)
- جون لافي على موقع ديسكوغز (الإنجليزية)